# Háromfa
Háromfa község Somogy vármegyében, a Nagyatádi járásban.

## Fekvése
Somogy vármegye déli részén fekszik, a horvát határtól és a Drávától 8, Nagyatádtól 16, Kaposvártól 70 kilométerre. Délen Babócsával és Bolhóval, északon Tarannyal, keleten Bakházával, délkeleten Rinyaújnéppel határos. Közigazgatási területe északon egy-egy rövid szakaszon érintkezik Rinyaszentkirályhoz és Nagyatádhoz tartozó területekkel is.
A Babócsa-Nagyatád közti 6807-es út vezet végig az észak-déli irányban több kilométer hosszan elnyúló falun; a környező zsáktelepülések közül csak innen érhető el közúton (a 68 116-os számú mellékúton leágazva) Rinyaújnép, illetve (a 68 128-as számozású bekötőúton) Bakháza.

## Története
Háromfa első ismert okleveles említése 1377-ből való, amikor a nevét Harumfa formában jegyezték fel. Később Háromfafalvának nevezték, majd az idők folyamán ez rövidült Háromfára. (A legenda szerint három nagy nyárfa állt egy dombon, innen kapta a falu a nevét. Ez a három nyárfa szerepel most a falu címerében is.) 1406 és 1418 között a berzencei Lórántfi György, 1477-ben Forster György volt a birtokos. 1481-ben felerészben ugyanez a Forster, illetve a tolnai Bornemissza János birtoka. Az 1554. évi török kincstári adólajstrom szerint 3 házból állt. A 18. század húszas éveiben őrgróf Turinetti Herkules Lajos a birtokos. 1733-tól a Festetics családnak volt itt 1945-ig nagyobb birtoka.
A községbe már a 17. században települtek le szlovénok (vendek) Gróf Festetich Kristóf a 18. század első évtizedeiben Muraszombat vidékéről további vend lakosokat telepített ide; ők később elmagyarosodtak.
2015 novemberében készült el a Nagyatádot, Bakházát, Görgeteget, Háromfát, Kutast, Lábodot, Ötvöskónyit, Rinyaszentkirályt, valamint Taranyt érintő szennyvíz-beruházás.

## Közélete

### Polgármesterei
- 1990–1994: Papp Istvánné (független)[4]
- 1994–1998: Papp Istvánné (független)[5]
- 1998–2002: Papp Istvánné (független)[6]
- 2002–2006: Papp Istvánné (független)[7]
- 2006–2010: Brantmüller Zoltán Mihály (független)[8]
- 2010–2014: Brantmüller Zoltán Mihály (független)[9]
- 2014–2018: Brantmüller Zoltán Mihály (független)[10]
- 2018–2019: Lakosa László (független)[11][12]
- 2019–2024: Tratnyek Gyula Dezső (független)[13]
- 2024– : Tratnyek Gyula Dezső (független)[1]

A településen 2018. szeptember 16-án időközi polgármester-választást tartottak, az előző polgármester halála miatt. A posztért viszonylag sok, hat jelölt indult, így a győztesnek 33,43 %-os eredmény is elég volt a mandátumszerzéshez.

## Népessége
A település népességének változása:
| Lakosok száma | 788  | 769  | 767  | 695  | 629  | 649  | 629  |
|               | 2013 | 2014 | 2015 | 2021 | 2022 | 2023 | 2024 |

A 2011-es népszámlálás során a lakosok 86,6%-a magyarnak, 0,5% bolgárnak, 13,1% cigánynak, 0,1% németnek mondta magát (13,4% nem nyilatkozott; a kettős identitások miatt a végösszeg nagyobb lehet 100%-nál). A vallási megoszlás a következő volt: római katolikus 74,8%, református 1,1%, evangélikus 0,3%, felekezet nélküli 6,6% (17,2% nem nyilatkozott).
2022-ben a lakosság 92,8%-a vallotta magát magyarnak, 22,7% cigánynak, 0,3% németnek, 0,2% bolgárnak, 0,2% horvátnak, 0,2% szerbnek, 0,3% egyéb, nem hazai nemzetiségűnek (6,8% nem nyilatkozott; a kettős identitások miatt a végösszeg nagyobb lehet 100%-nál). Vallásuk szerint 47,4% volt római katolikus, 1,7% református, 0,2% evangélikus, 0,8% egyéb keresztény, 1,1% egyéb katolikus, 12,9% felekezeten kívüli (35,8% nem válaszolt).

## Nevezetességei
- Katolikus templom
- Nepomuki Szent János barokk szobra
- „Zöld pokol” néven emlegetett horgásztó
- Egy vadászház, melyet a helybeliek „kastélynak” neveznek. A török hódoltság idején sóházként működött.

## Híres emberek
- Itt született 1942-ben Kerék Imre költő, műfordító